# Duncan Armstrong
Duncan Armstrong (n. 7 aprilie 1968, Rockhampton, Queensland, Australia) este un înotător australian, medaliat olimpic. A participat la două ediții ale Jocurilor Olimpice (1988, 1992) în care a câștigat două medalii de aur și o medalie de argint.